# Country Party
Country Party è un album di Fabry & Banny del 1996.
È un album dal vivo di canzoni tradizionali di folk nordamericano e di folksinger americani tra cui Bob Dylan, Donovan, Rodney Crowell.

## Tracce
1. Don't think twice, it's all right (testo e musica di Bob Dylan)
2. You ain't going nowhere (testo e musica di Bob Dylan)
3. Jesse James (tradizionale)
4. Take me home, country roads (testo e musica di John Denver)
5. Song for the life (testo e musica di Rodney Crowell)
6. Catch the wind (testo e musica di Donovan)
7. I am a pilgrim (tradizionale)
8. The blue tail fly (tradizionale)
9. Oh Susanna (tradizionale)
10. Buffalo gals (tradizionale)
11. Skip to My Lou (tradizionale)
12. John Brown's body (tradizionale)
13. I saw the light (tradizionale)
14. Sitting on top of the world (tradizionale)
15. Will the circle be unbroken (tradizionale)

## Formazione
- Fabrizio Zanotti: voce, chitarra acustica e armonica a bocca[1]
- Ernesto De Martino: contrabbasso e cori[1]
- Francesca Giannino: percussioni e cori[1]